# Palau dels Marquesos de Penalva
El Palau dels Marquesos de Penalva també anomenat de Huarte, situat al carrer Pintor Sorolla de la ciutat de València (País Valencià) va ser construït entre 1750 i 1760 en estils barroc i rococó per a Vicente Fernández de Córdoba i Valderrama, comte de Penalva, i María Teresa Ferrer de Próxita i Pinós. Més tard passaria als marquesos de Huarte. El possibles autors serien Felip Rubio o Josep Herrero.
La seua façana està dividida en semisoterrani, planta baixa, planta noble i pis alt sobre el qual hi ha una cornisa que dona pas a la rematada de l'edifici amb una balustrada central amb gerros i dues torrasses de perfil mixtilini en els laterals i rematades de boles, recorda la d'altres palaus setcentistes de la ciutat. Sobre un sòcol de pedra s'obren les obertures ovals mixtilínies de l'entresòl. A la planta baixa s'obren buits rectangulars atrompetats, igual que a la resta de les plantes superiors, amb balcó de ferro forjat. A la planta noble les obertures segueixen el mateix esquema però els balcons presenten un major desenvolupament, ja que són corbs i amb més projecció de la línia de façana. Aquests balcons són també de ferro forjat i en la seua part inferior presenten tornapuntes decorats amb motius vegetals que es recolzen a la planta baixa.
Destaca a més la seua imponent portada rococó amb pilastres situades en posició obliqua coronades per sirenes alades que sostenen l'entaulament, a més del gran escut que se situa en el centre de la llinda amb les armes dels Fernández de Còrdova, Ferrer de Próxita, Valderrama i Pinós, amb la divisa dels Ferrer «Més que'l que més», entre lleons tinents i rematat per la corona del marquesat. Les formes ondulades dels balcons i les línies que els emmarquen són també d'estètica francesa.
Després de la porta s'obre un espaiós vestíbul amb un gran arc rebaixat al centre i dos de mig punt amb balconets als costats, presidit tot amb un fresc de la Mare de Déu en la part superior. Passat aquest espai, s'obre a una elegant escala imperial de diversos trams amb replans, passamans de fusta de caoba sobre balustrada de ferro forjat i rajoles valencianes en les contrapetges, està coberta per una volta de canó amb llunetes on s'obren finestres. Les sales representatives es troben a la planta noble i estan comunicades entre si a través d'altes portes de fusta tallada, amb uns marcs en els murs amb decoració en rocalla.
Des de 1971 és seu del Banco Urquijo, entitat que després d'adquirir-lo va dur a terme una restauració i adaptació per al seu nou ús. Aquesta restauració va suprimir tots els afegits posteriors, i aparegueren decoracions amb esgrafiats i ceràmica.